# Sebastian Cabot (skådespelare)
Sebastian Cabot, född 6 juli 1918 i London, England, död 22 augusti 1977 i North Saanich, British Columbia, Kanada, var en brittisk skådespelare.
Han arbetade på en bilverkstad och som kock innan han började en karriär som skådespelare på brittisk scen, film och TV. Från slutet av 1950-talet medverkade han huvudsakligen i Hollywoodfilmer. Kraftig (han vägde nästan 140 kilo) och skäggprydd, hade han roller såväl som "tuffing" som älskvärda rollkaraktärer.
I Sverige kanske mest känd för rollen som den brittiske butlern Mr French i TV-serien A Family Affair (1966-1971).
Han dog av ett slaganfall, 59 år gammal.

## Filmografi, ett urval
- Spioner i hälarna (1936)
- Pimpernel Smith (1941)
- Skratt i paradiset (1951)
- Ivanhoe – den svarte riddaren (1952)
- Under Bagdads måne (1955)
- Tidmaskinen (1960)
- Svärdet i stenen (1963)
- En sån jäkel till farsa (1965)
- Djungelboken (1967; röst åt pantern Bagheera)
- A Family Affair (1966-1971; TV-serie)
- Filmen om Nalle Puh (1977; berättare)